# Cratere Deluc
Deluc è un cratere lunare di 45,69 km situato nella parte sud-occidentale della faccia visibile della Luna.
Il cratere è dedicato al naturalista svizzero Jean-André Deluc.

## Crateri correlati
Alcuni crateri minori situati in prossimità di Deluc sono convenzionalmente identificati, sulle mappe lunari, attraverso una lettera associata al nome.
| Deluc | Coordinate           | Diametro (in km) |
| ----- | -------------------- | ---------------- |
| A     | 54°04′12″S 0°30′00″W | 53,6             |
| B     | 52°09′00″S 0°16′12″E | 32,81            |
| C     | 51°29′24″S 0°51′00″E | 27,87            |
| D     | 56°22′48″S 2°27′00″W | 27,31            |
| E     | 60°24′00″S 4°23′24″W | 11,48            |
| F     | 60°07′12″S 3°04′12″W | 35,84            |
| G     | 61°33′00″S 0°39′36″E | 26,52            |
| H     | 54°12′00″S 2°07′48″W | 27,04            |
| J     | 53°24′36″S 4°07′48″W | 39,64            |
| L     | 60°54′S 6°24′W       | 7,37             |
| M     | 54°55′12″S 6°19′12″W | 20,44            |
| N     | 60°41′24″S 0°22′48″E | 10,2             |
| O     | 62°55′48″S 4°31′48″W | 6,65             |
| P     | 58°56′24″S 4°51′00″W | 7,07             |
| Q     | 59°03′00″S 3°37′12″W | 5,64             |
| R     | 55°28′48″S 0°34′48″E | 21,03            |
| S     | 62°06′36″S 0°12′36″E | 6,35             |
| T     | 55°53′24″S 3°07′48″W | 9,88             |
| U     | 59°06′00″S 2°58′12″W | 5,25             |
| V     | 61°58′12″S 1°35′24″E | 8,76             |
| W     | 61°45′36″S 1°54′36″W | 6                |